# Psilogramma vates
Psilogramma vates är en fjärilsart som beskrevs av Butler 1875. Psilogramma vates ingår i släktet Psilogramma och familjen svärmare. Inga underarter finns listade.